# Igl Compass
Igl Compass ⓘ (rätoromanisch im Idiom Surmiran Igl für «der» und Compass von cumpass für «Kompass») ist ein Berg nordwestlich vom Albulapass im Schweizer Kanton Graubünden mit einer Höhe von 3015 m ü. M.

## Lage und Umgebung
Der Igl Compass gehört zur Keschgruppe der Albula-Alpen. Der Gipfel befindet sich komplett auf Gemeindegebiet von Bergün/Bravuogn, allerdings befindet sich die Grenze zu La Punt Chamues-ch nur 87 m östlich des Gipfels. Der Igl Compass wird im Süden durch das Albulatal und im Nordwesten durch die Val Zavretta eingefasst.
Zu den Nachbargipfeln gehören der Piz Zavretta, der Piz Alvra und der Piz Üertsch.
Talort ist Preda. Häufiger Ausgangspunkt ist der Albulapass.

## Geologie
Der Igl Compass besteht aus dunklem Lias-Schiefer, in dem sich tektonisch deformierte Fossilien, wie Belemniten und Ammoniten finden.

## Routen zum Gipfel

### Sommerrouten

#### Von Preda
- Ausgangspunkt: Preda (1789 m)
- Via: Cuziranch, Alp Zavretta (2271 m), Fuorcla Zavretta (2901 m)
- Schwierigkeit: EB (B bis zur Fuorcla Zavretta, als Wanderweg weiss-rot-weiss markiert.)
- Zeitaufwand: 3½ Stunden (20 Min von der Fuorcla Zavretta)
- Alternative: Man kann von Cuziranch zum P.2550 hoch steigen und den Igl Compass über den Westgrat erreichen

#### Vom Albulapass
- Ausgangspunkt: Albulapass (2312 m)
- Via: Terrassas
- Schwierigkeit: EB, bis zur Fuorcla Zavretta als Wanderweg weiss-rot-weiss markiert.
- Zeitaufwand: 2 Stunden (20 Min von der Fuorcla Zavretta)
- Alternative: Zum Abstieg kann man von P.2787 direkt gegen Osten gehen, wo man eine breite Schutthalde erreicht

### Winterrouten

#### Von Preda
- Ausgangspunkt: Preda (1789 m)
- Via: Sommerweg nach Cuziranch, Alp Zavretta, dann entweder dem Bach folgend oder auf dem Sommerweg nach Osten zur Fuorcla Zavretta (2901 m), Skidepot auf dem Nordostgrat
- Expositionen: W
- Schwierigkeit: WS
- Zeitaufwand: 3½ Stunden

#### Abfahrt via Albulapass
- Ziel: Preda (1789 m)
- Via: Fuorcla Zavretta, Albulapass, Albulapassstrasse
- Expositionen: SE, S
- Schwierigkeit: ZS

## Galerie

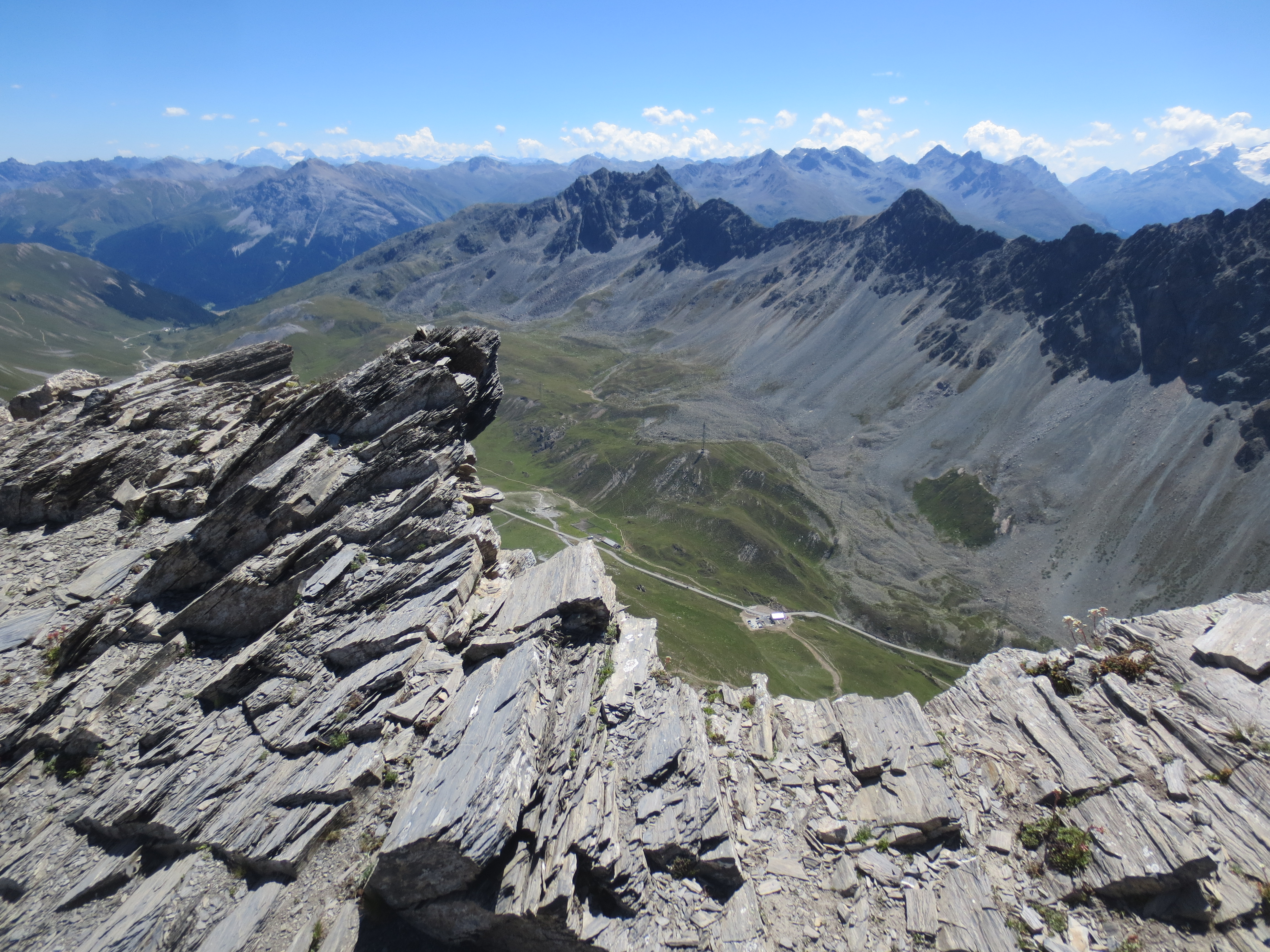
Blick nach Südosten zum Albulapass mit dem Schiefergestein des Igl Compass im Vordergrund
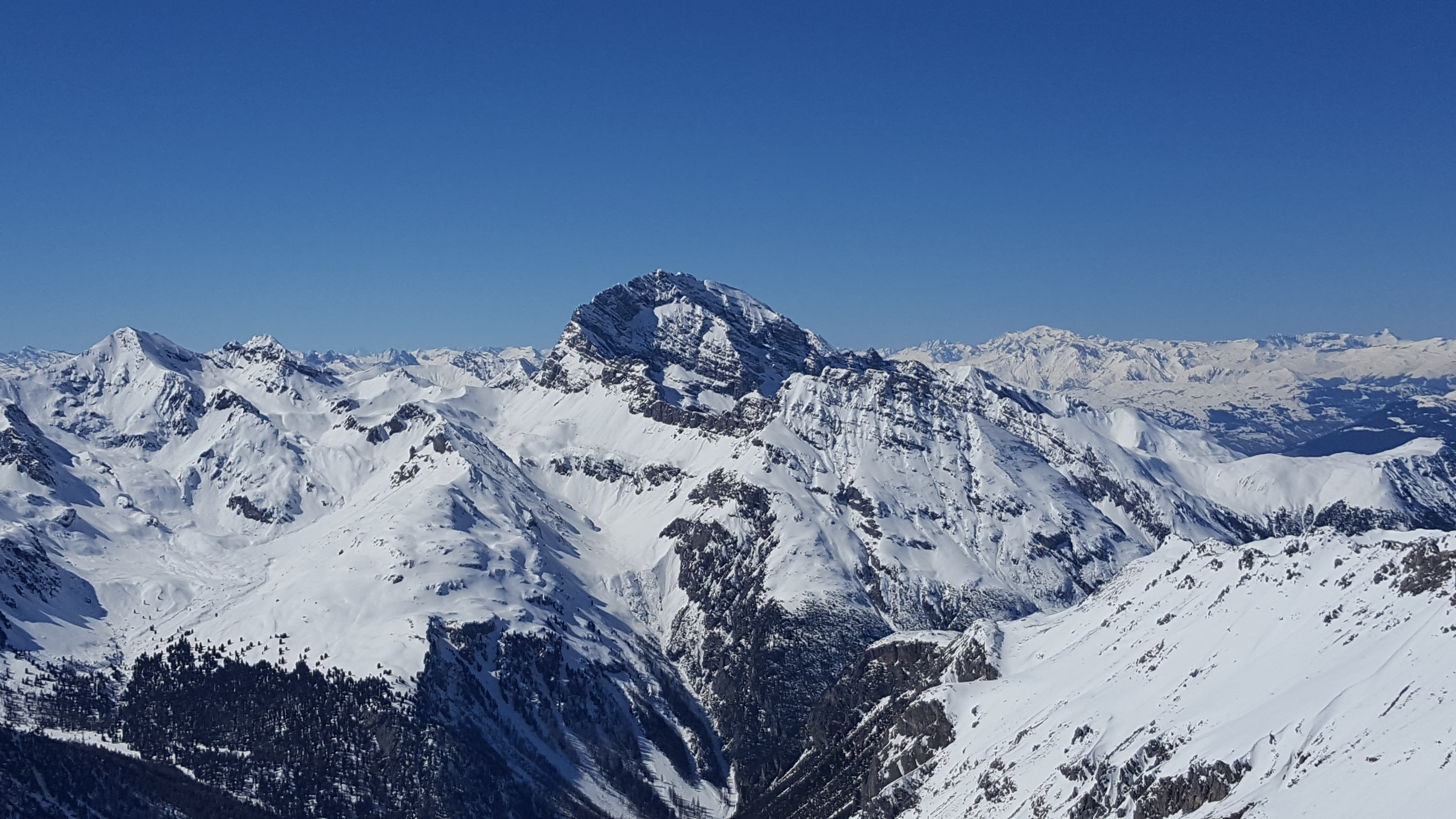
Blick nach Westen zum Piz Ela
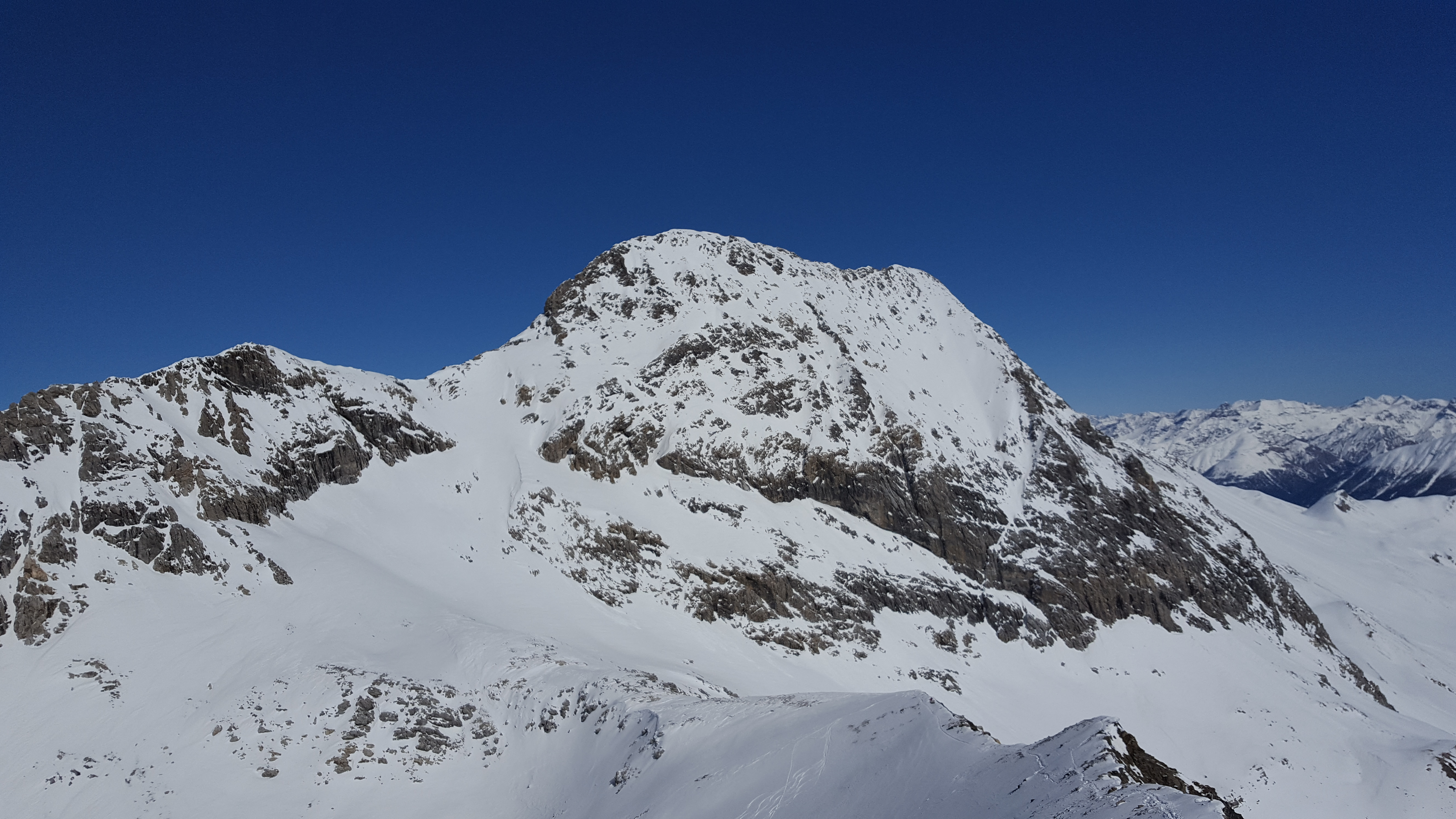
Blick nach Norden zum Piz Üertsch
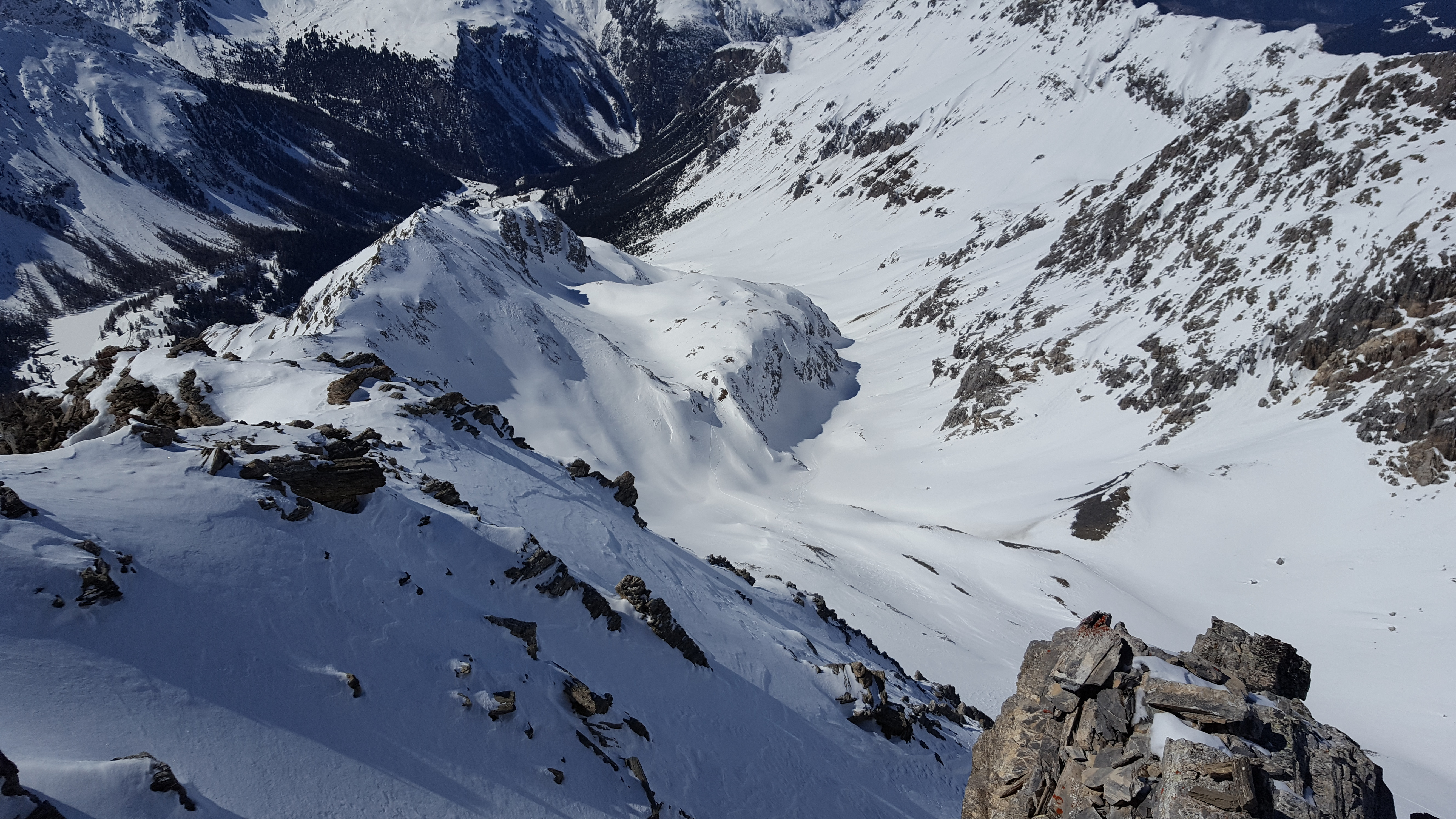
Blick nach Westen ins Val Zavretta
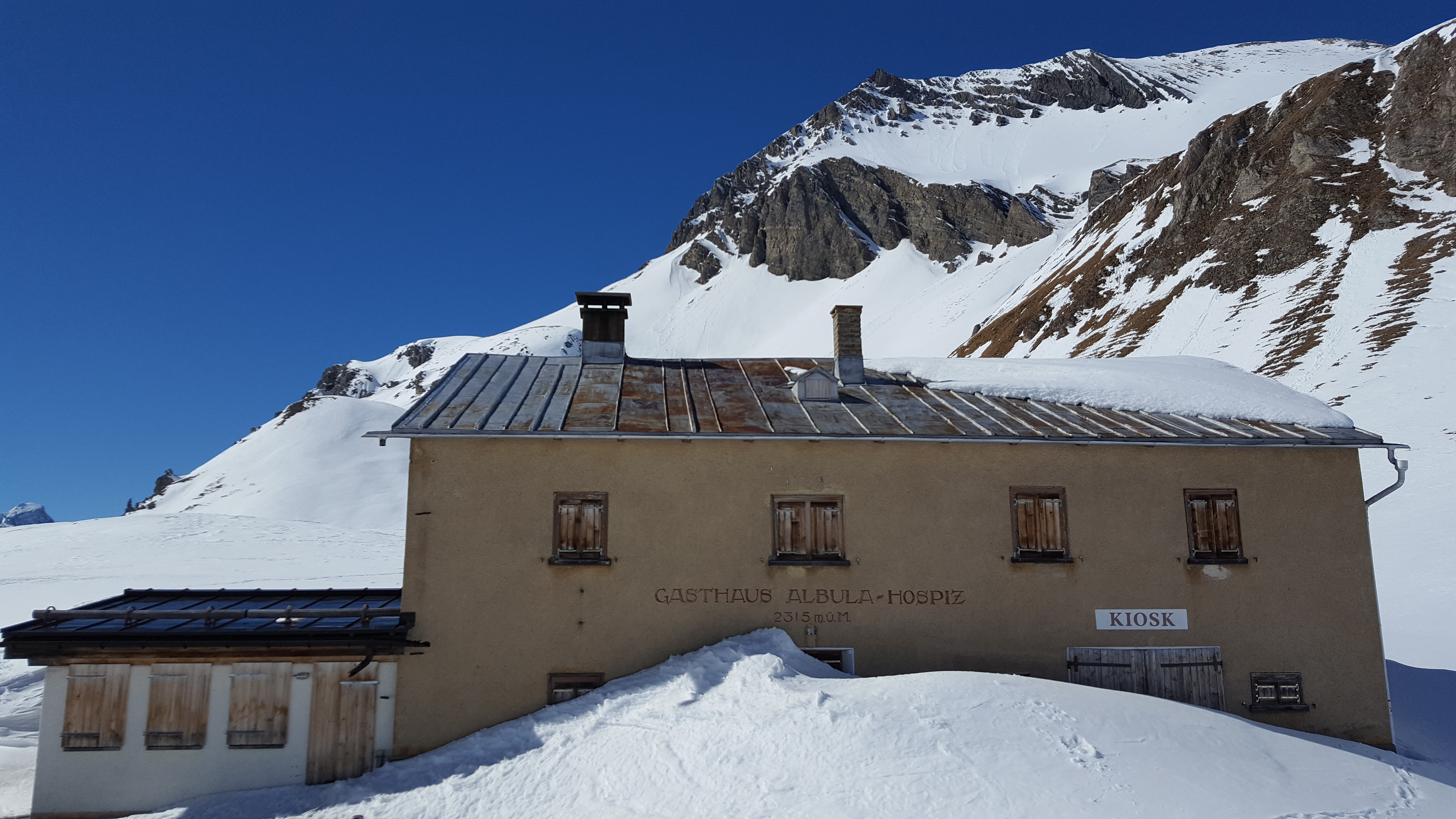
Das Ospiz des Albulapass, im Hintergrund der Igl Compass
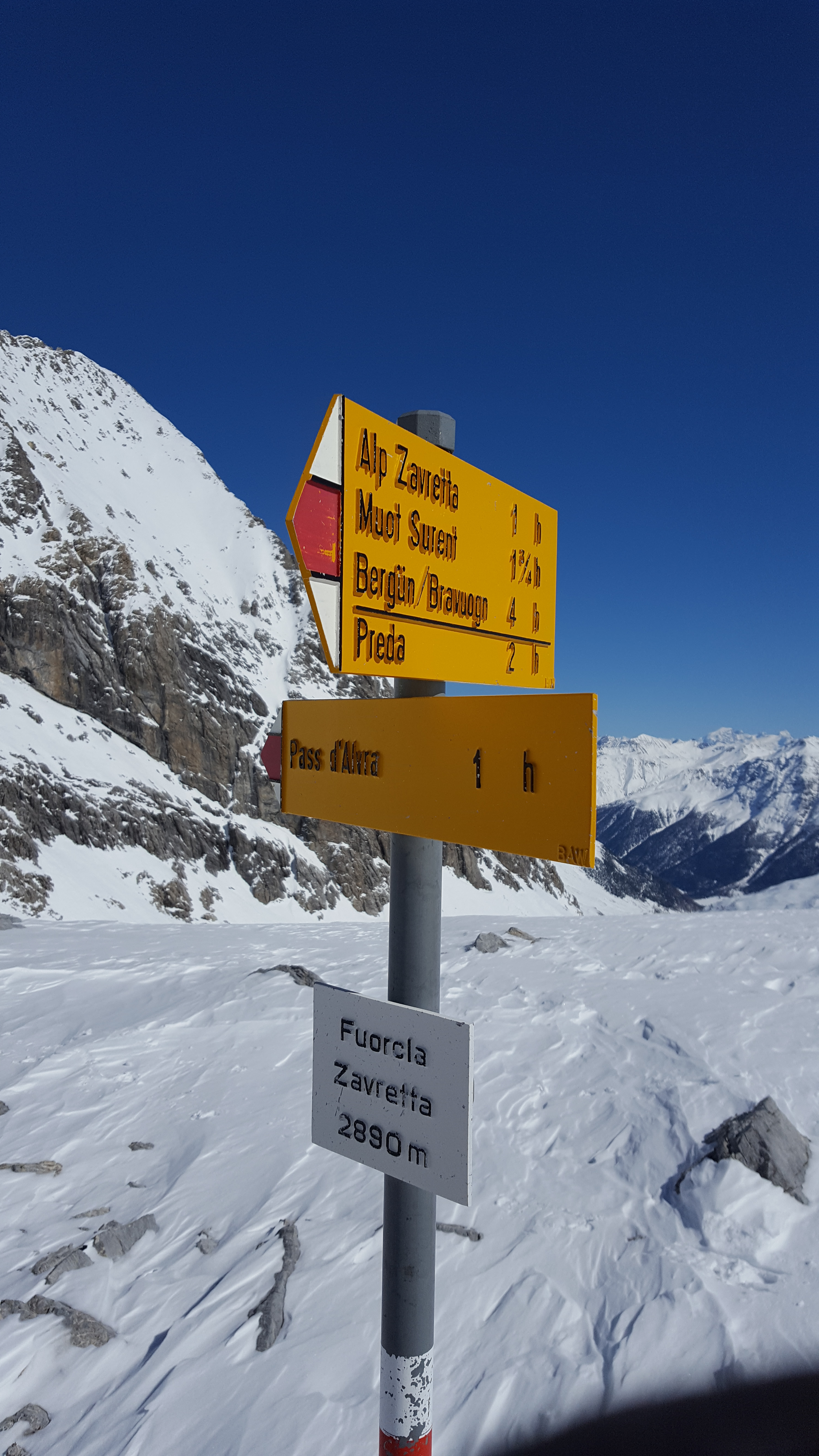
Wegweiser auf der Fuorcla Zavretta

## Nachweise
1. 1 2  SwissTopo (Karten der Schweiz)
2. 1 2  Ernst Höhne: Knaurs Lexikon für Bergfreunde / Die Alpen zwischen Allgäu und Gardasee. Droemer Knaur, München 1986, ISBN 3-426-26224-X, S. 82 & 22.
3. ↑  Geologie.ch